# Журден (станция метро)
Журден (фр. Jourdain) — станция линии 11 Парижского метрополитена, расположенная на границе XIX и XX округов Парижа.

## История
- Станция открыта 28 апреля 1935 года в составе первого пускового участка линии 11 Шатле — Порт-де-Лила.
- Пассажиропоток станции по входу в 2013 году, по данным RATP, составил 3 462 099 человек (151-е место по данному показателю в Парижском метро)[2].

## Галерея

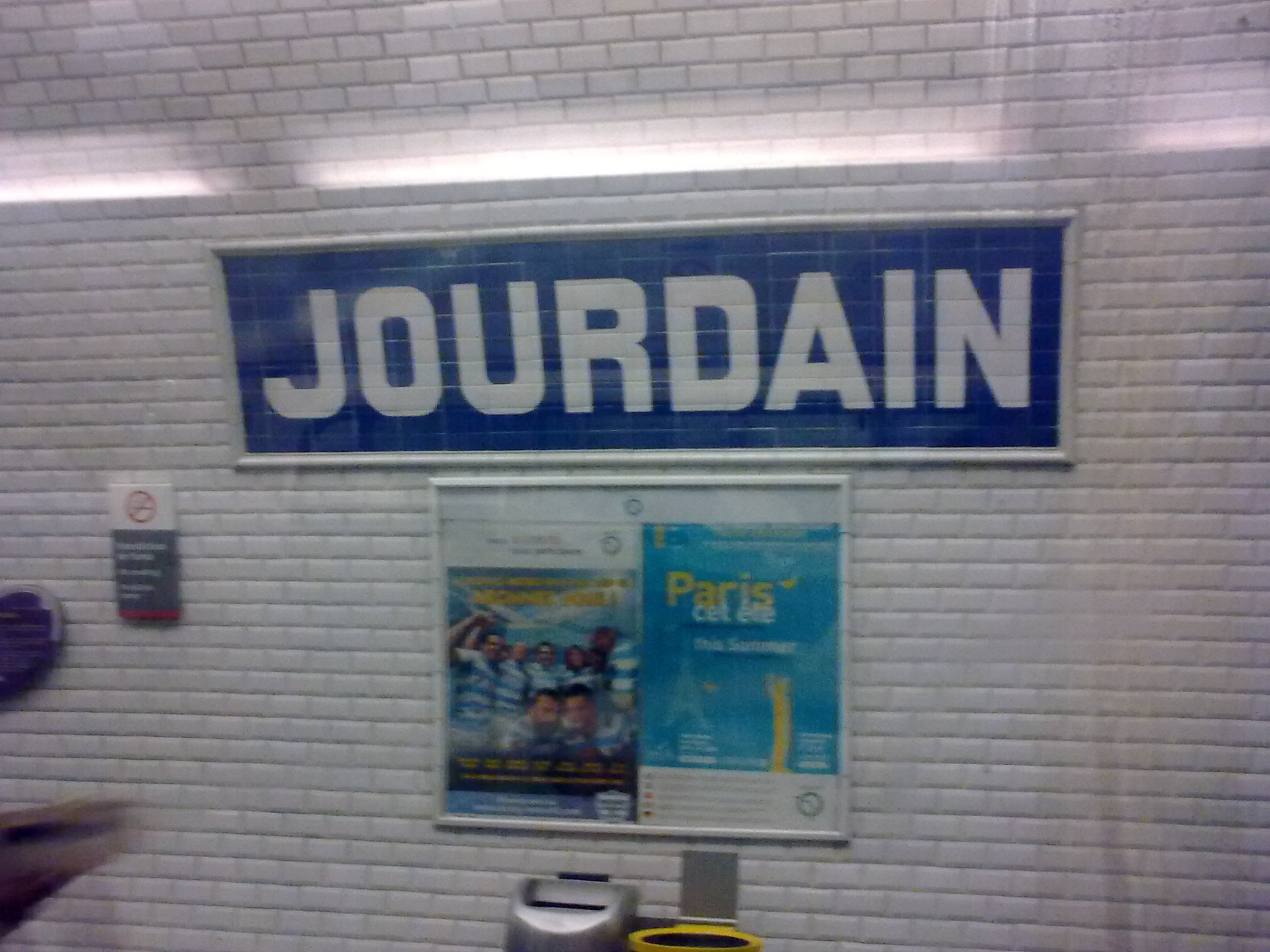
Вывеска с названием станции